# الدحرة (بكيل المير)

تعديل مصدري - تعديل

الدحرة هي إحدى قرى عزلة فاس بمديرية بكيل المير التابعة لمحافظة حجة، بلغ تعداد سكانها 426 نسمة حسب تعداد اليمن لعام 2004.